# Бжесць-Куявски
Бжесць-Куявски или Брест-Куявский (пол. Brześć Kujawski) — город в Польше, входит в Куявско-Поморское воеводство, Влоцлавский повят. Имеет статус городско-сельской гмины. Расположен на правобережье реки Згловёнчки, близ впадения её в Вислу, занимает площадь 7,04 км². Население — 4521 человек (на 2006 год).

## История
Близлежащая местность заселена со времён неолита. Первые упоминания города встречаются сравнительно рано. С XIII века — здесь находилась важная оборонительная крепость и резиденция князя Куявии. Тут в 1228 князь мазовецкий и куявский Конрад пожаловал Тевтонскому ордену Холмскую землю, а в 1236 отдал Куявию сыну своему князю Казимиру I Куявскому, после смерти которого город этот с окрестностями перешёл к его сыну, Владиславу Локетку.
С 1295 по 1796 год Брест-Куявский был главным городом Брестско-Куявского воеводства (состоявшего из 5 уездов: Брестского, Ковальского, Крусвицкого, Пржедецкого и Радзейовского) и управлявшегося брестско-куявским воеводой и каштеляном.
В 1332 году город был взят и разграблен Тевтонским орденом, но в 1348, по Калишскому мирному договору, возвращен Польше.
В 1426 году Ягайло созвал здесь сейм, совещавшийся о престолонаследии, а в 1435 заключен выгодный для Польши мир с орденом.
Северная война значительно разорила город.

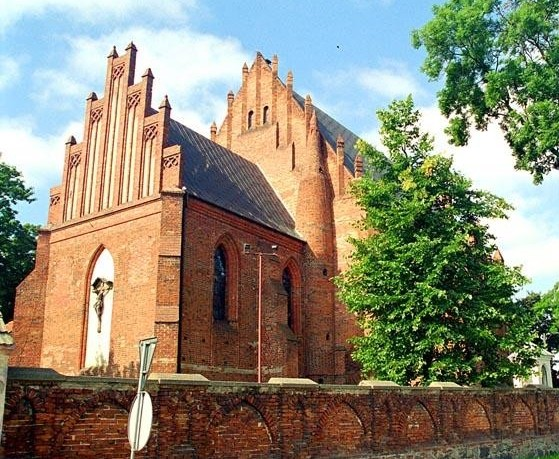
Костёл

После Венского конгресса перешёл под власть Российской империи и стал официально именоваться Брест-Куявск. Заштатный (безуездный) город Влоцлавского уезда Варшавской губернии.
По первой Всероссийской переписи (1897) в городе проживали 2106 человек.
В начале XX века в Брест-Куявске были: 2 римско-католическими церкви (из которых одна, заложенная в 1240 году, ещё сохраняла свою первоначальную архитектуру), часовня, начальное училище, богадельня, тюрьма и машиностроительный завод.
С 1918 года — в составе Польской республики.
Во время нацистской оккупации в городе было гетто, а сам город тогда назывался нем. Brest-Kujawien (1939—1942), а позже нем. Brest (Wartheland) (1943—1945).

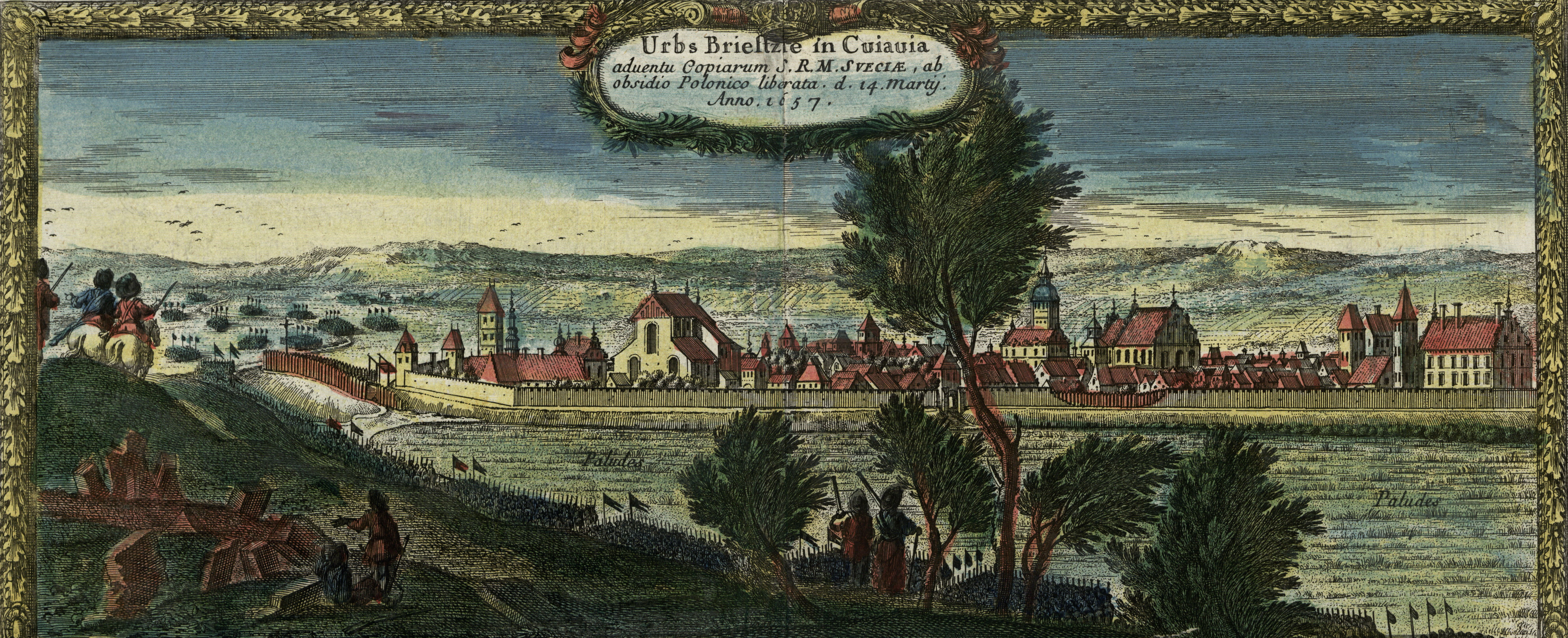
Эрик Дальберг Бжесць-Куявски. Панорама, 1657 год
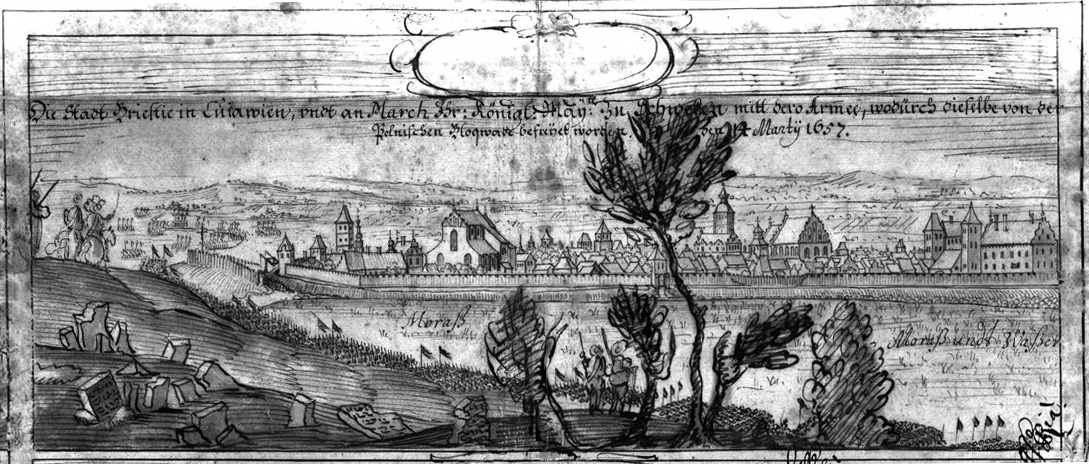
Эрик Дальберг, Бжесць-Куявски. Панорама, 1657 год (оригинал)

## Экономика
В городе есть предприятия по производству строительных материалов и металлообработке, до апреля 2008 года в городе ещё действовал сахарный завод.

## Топографические карты
- Лист карты N-34-XXXI Конин. Масштаб: 1 : 200 000. Издание 1978 г.